# Episodi di Sea Patrol (prima stagione)
La prima stagione della serie televisiva Sea Patrol è stata trasmessa in prima visione in Australia da Nine Network dal 5 luglio al 4 ottobre 2007.
In Italia è stata trasmessa in prima visione in chiaro da Rai 2 dal 9 al 27 agosto 2010.
Nella Svizzera italiana la prima stagione è stata trasmessa 14 giugno 2011 al 30 giugno 2011 su RSI LA1.
| nº | Titolo originale     | Titolo italiano              | Prima TV Australia | Prima TV Italia |
| -- | -------------------- | ---------------------------- | ------------------ | --------------- |
| 1  | Welcome Aboard       | Benvenuti a bordo            | 5 luglio 2007      | 9 agosto 2010   |
| 2  | What Lies Beneath    | Cosa c'è sotto               | 12 luglio 2007     | 10 agosto 2010  |
| 3  | Ghost of Things Past | La nave fantasma             | 19 luglio 2007     | 11 agosto 2010  |
| 4  | Irukandji            | La medusa killer             | 26 luglio 2007     | 12 agosto 2010  |
| 5  | Under the Radar      | Controllo radar              | 2 agosto 2007      | 13 agosto 2010  |
| 6  | Precious Cargo       | Un carico prezioso           | 9 agosto 2007      | 17 agosto 2010  |
| 7  | Rescue Me            | Salvatemi                    | 16 agosto 2007     | 18 agosto 2010  |
| 8  | Through the Storm    | La tempesta                  | 23 agosto 2007     | 19 agosto 2010  |
| 9  | Under the Hammer     | Sotto pressione              | 30 agosto 2007     | 20 agosto 2010  |
| 10 | Damage Control       | Stato di allerta             | 6 settembre 2007   | 23 agosto 2010  |
| 11 | Chinese Whispers     | Ritorno sull'isola di Bright | 13 settembre 2007  | 24 agosto 2010  |
| 12 | Deep Water           | Acqua alla gola              | 27 settembre 2007  | 25 agosto 2010  |
| 13 | Cometh the Hour      | L'ultima missione            | 4 ottobre 2007     | 27 agosto 2010  |